# جورج کرافورد
جورج کرافورد (انگلیسی: M. George Craford؛ زادهٔ) مهندسی برق اهل ایالات متحده آمریکا است.
وی همچنین برندهٔ جوایزی همچون مدال ملی فناوری و نوآوری، جایزه چارلز استارک دراپر، و جایزه موریس لیبمن انجمن مهندسان برق و الکترونیک آمریکا شده است.